# ハウス・オブ・M
『ハウス・オブ・M』（House of M）は、マーベル・コミックから2005年より出版された全8号のリミテッド・シリーズで、クロスオーバーストーリーである。ライターはブライアン・マイケル・ベンディス、イラストレーターはオリビア・コワペルである。『プラネットX』、『アベンジャーズ・ディスアッセンブルド』から続き、子供と力を失い精神を病んだミュータントヒーローのスカーレット・ウィッチが能力を暴走させ、世界を改変させるストーリーである。スカーレットの父のマグニートーや双子の弟のクイックシルバーも登場する。
マーベルのマルチバース（多元宇宙）では、本作品の舞台はアース-58163と設定されている。(正史世界はアース-616である)

## 出版史
2005年6月に第1号が発売されて233000部以上を売り上げ、第2号と合わせてその月で1位、2位を獲得した。11月に出た最終第8号は135462部を売り上げ、第3位の成績となった。全8号の本編に加え、『エクスカリバー』第13-14号、『アンキャニー X-メン』、 『ニュー・X-メン: アカデミー・X』、『ウルヴァリン』とクロスオーバーした他、『ファンタスティック・フォー: ハウス・オブ・M』、『ジ・インクレティブル・ハルク: ハウス・オブ・M』、『アイアンマン: ハウス・オブ・M』、『ミュートピア・X: ハウス・オブ・M』、『スパイダーマン: ハウス・オブ・M』といったミニシリーズも制作された。

## 主な登場キャラクター
アストニッシングX-MEN
- サイクロップス
- エマ・フロスト
- ビースト
- ウルヴァリン
ニューアベンジャーズのメンバーでもある。
- コロッサス
- キティ・プライド

ジェノーシャ国
- プロフェッサーX
- マグニートー
- スカーレット・ウィッチ
- クイックシルバー

ニューアベンジャーズ
- キャプテン・アメリカ
- アイアンマン
- スパイダーマン
- スパイダーウーマン
- ルーク・ケイジ
- セントリー

オールド・アベンジャーズ
- イエロージャケット（ハンク・ピム）
- ワスプ
- ワンダーマン
- ミズ・マーベル
- ファルコン
- シー・ハルク

その他
- ドクター・ストレンジ

## あらすじ

### 発端
スカーレット・ウィッチことワンダ・マキシモフはチャールズ・エグゼビア教授（プロフェッサーX）と父のマグニートーと共にアフリカ東部の島国・ジェノーシャで療養生活を送っていた。プロフェッサーXは、テレパシー能力でワンダを眠らせ、現実改変能力を抑えるのには限界が来ているとマグニートーに話す。マグニートーは自分の夢と野望のために自分の子供を不幸に陥れたことで自責の念に囚われていた。
場面は変わり、エグゼビアはアベンジャーズ・タワーにX-メンとアベンジャーズを招集し、ワンダ・マキシモフの今後の処置についての会議を開いた。エマ・フロストはワンダを処分するしかないと結論付ける一方、キャプテン・アメリカは他の方法を捜すべきだと述べる。フロストはさらに、ワンダの暴走が世間に知れ渡ったら人間とミュータントの関係は石器時代まで逆戻りしてしまうと主張する。話は平行線を辿り一向に結論が出ないため、一同は彼女と話し合うためにジェノーシャへ向かう。
同じ頃、ジェノーシャでは取り乱したクイックシルバーがマグニートーに詰め寄り、ニューヨークでX-メンとアベンジャーズがワンダを殺すことを企てていると話す。マグニートーはどうしていいかわからず、ただすすり泣く息子と眠らされている娘を見るだけだった。
その後、エグゼビアと2つのグループがジェノーシャに到着するが、ワンダの姿がどこにも見当たらない。そして突如、世界が真っ白になる。

### 新世界
光が消えると、世界は大きく変化していた。サイクロップスとエマ・フロストは結婚し、ドクター・ストレンジは心理学者となり、アスリートで俳優のピーター・パーカー（スパイダーマン）はグウェン・ステイシーと結婚して子供をもうけ、キャロル・ダンバースはアメリカを代表するスーパーヒーローであるキャプテン・マーベルとして活動し、ガンビットは犯罪者として追われ、スティーブ・ロジャースは老人となり、そして皆改変前の世界の記憶を失っていた。しかし、これまでの生涯の記憶を全て取り戻したウルヴァリンだけが元の記憶を保持し、世界が変わったことを認知した。この世界ではホモ・スーペリアー（ミュータント）とホモ・サピエンス（人間）の立場が逆転しており、マグナス一族（ハウス・オブ・M）が王族となって支配していたのだ。
ウルヴァリンはX-メンとアベンジャーズを捜し始める。まずはウェストチェスター郡にある恵まれし子供らの学園へ向かったが、プロフェッサーXは見当たらない。次にウルヴァリンはトニー・スタークを探しにスターク・タワーへ行くが、そこで元の世界では「仲間」だったレッドガード（S.H.I.E.L.D.のエリートミュータント集団）に遭遇する。逃亡したウルヴァリンは人間を守るためにレジスタンス活動をするルーク・ケイジと出会い、更に現実世界で死んだはずのホークアイ（クリント・バートン）を見て衝撃を受ける。
ウルヴァリンはなぜ自分だけがこの世界がスカーレット・ウィッチによって創られたものであることを知っているのか、理由をケイジ達に説明する。彼はマグニートーが皆の望みが反映された世界を創造する為に、彼女を利用したのだと推理した。マグニートーはミュータントを支配する世界、スパイダーマンは罪悪感から自由になる生活、ウルヴァリンは失われた長年にわたる全ての記憶を取り戻したのだ。ケイジは、昨日出会いウルヴァリンと全く同じ話をするレイラ・ミラーという少女を紹介する。彼女もまた元の世界を知る者で、ヒーローたちの元の記憶を呼び覚ます能力を持っていたのだ。ヒーローたちを目覚めさせるため、ウルヴァリン達は新しい人生を送るアベンジャーズやX-メンの下を訪れるのだった。

### 目覚め
ウルヴァリンとレジスタンスたちはサイクロプス、スパイダーマン、シャドウキャット、ドクター・ストレンジ、アイアンマン、シー・ハルク、デアデビル、ローグ、ミスティーク、ナイトクローラー、トード、スパイダーウーマンを含む多くのヒーローたちの記憶を呼び起こす。元の世界で自分が死んだと知ったホークアイは姿を消した。そして一同はマグニートーと決着をつけるためにジェノーシャへと向かう。
ジェノーシャではマグニートーが記念行事の為に世界各国から代表者を招待しており、そこへヒーローたちが攻撃を仕掛ける。その一方でクローク、エマ・フロスト、ドクター・ストレンジ、レイラ・ミラーがエグゼビアを捜していた。彼らは、エグゼビアの名前が彫られた墓石を見つけ、クロークがその下に潜って身体を探すが、何も見つからなかった。

### 決戦
マグナス一族とヒーロー達が激しい戦闘を繰り広げる中、ドクター・ストレンジは離脱してワンダと子供たちが居る塔へと向かう。彼はこの狂気の原因を明らかにするためにワンダに問いかけ、そして彼女はストレンジに世界が変わる直前の光景を見せる。そこには、クイックシルバーがワンダに誰も幸せに過ごせる完璧な世界を創造することを促している姿が映っていた。この事実を知ったエマ・フロストは、ドクター・ストレンジに、さらにチャールズ・エグゼビアの居場所について質問するように指示した。だがそのとき、ワンダは背後から弓矢で射ぬかれた。
矢を放ったのはワンダに激昂するホークアイだった。ホークアイはさらにもう一度矢を向けようとするが、その瞬間彼の肉体は消滅させられる。再びワンダが暴走を始めようとしたそのとき、レイラ・ミラーによって現実の記憶を取り戻したマグニートーが現れ、世界を弄んだ上に自分の名を騙ったクイックシルバーに激怒し、絶命させてしまう。クイックシルバーの亡骸を抱えたワンダはマグニートーに「私たちはただのフリークよ！それがミュータントよ！あなたが望んだ世界は皆を不幸にしただけ！それなら…ミュータントなんていなくなればいい…」と言い、そしてまたも世界は真っ白になった。

### M-デイ
目が眩むような閃光がおさまると世界は外観上は元通りになり、ピーター・パーカーがベッドで目覚めると側にメリー・ジェーンが居た。アベンジャーズはその夜何が起こったかを理解するために集まるが、一部の者達を除いて多くの者が再び記憶を失っていた。話し合いの最中そこにドクター・ストレンジが現れ、「世界は元に戻っていない」と言う。そこに、破壊された旧アベンジャーズマンションより侵入警報が発せられる。アベンジャーズが見た物は、壁に矢で張り付けられたホークアイのコスチュームと弓矢であった。戦死したはずのホークアイは復活したのか？
同じ頃、恵まれし子供らの学園でエマ・フロストたちが目覚め、学園のミュータントたちのほとんどがその能力を失っていることに気づく。さらに、エマがセレブラでスキャンしたところ、世界中に数百万いたはずのミュータントの大部分が同じように能力を失くしていることが判明する。すぐにX-メンはジェノーシャへ飛んだが、そこに居たのは能力を失くしたマグニートーだけで、ワンダもクイックシルバーの姿も見えなかった。
この日起こったミュータント能力消失現象は、後に「M-デイ」と呼ばれることとなる。また、この日ミュータントから消え去ったパワーが原因で引き起こされた騒動がニューアベンジャーズの「コレクティブ編」で描かれることになった。

## ディシメーション
2005年末、「ハウス・オブ・M」でミュータント能力を失ったヒーロー・ヴィランたちのその後を描く『ディシメーション』が出版された。

## タイ・イン
『ハウス・オブ・M』は以下のコミックとストーリーの繋がりがある。
| - Black Panther #7 - Cable & Deadpool #17 - Captain America #10 - Excalibur #13-14 - Exiles #69-71 - Giant Size Ms. Marvel #1 - House of M #1-8 - House of M: Avengers #1-5 - House of M: Fantastic Four #1-3 | - House of M: Iron Man #1-3 - House of M: Masters of Evil #1-4 - House of M: Spider-Man #1-5 - House of M: Civil War #1-5 - House of M Sketchbook - Incredible Hulk #83-86 - Mutopia X #1-4 (of 5) - New Thunderbolts #11 | - New Avengers #45 - New X-Men: Academy X #16-19 - Secrets of the House of M - The Pulse: House of M Special Edition - The Pulse #10 - "Punnyville" (a short piece from Hulk: Broken Worlds #1) - Uncanny X-Men #462-465 - Wolverine #33-35 |

## コレクテッド・エディション

### トレード・ペーパーバック
| タイトル                                    | 収録作品                                                              | 発行日    | ISBN           |
| ------------------------------------------- | --------------------------------------------------------------------- | --------- | -------------- |
| House of M: Excalibur - Prelude             | Excalibur #11-14                                                      | 2005年8月 | 978-0785118121 |
| House of M                                  | House of M #1-8; The Pulse: House of M Special                        | 2006年2月 | 978-0785117216 |
| House of M: Incredible Hulk                 | Incredible Hulk #83-87                                                | 2006年2月 | 978-0785118343 |
| House of M: Fantastic Four / Iron Man       | Fantastic Four: House of M #1-3; Iron Man: House of M #1-3            | 2006年7月 | 978-0785119234 |
| House of M: Uncanny X-Men                   | Uncanny X-Men #462-465; first half of Secrets of the House of M       | 2006年1月 | 978-0785116639 |
| House of M: Mutopia X                       | Mutopia X #1-5                                                        | 2006年2月 | 978-0785118114 |
| House of M: New X-Men                       | New X-Men: Academy X #16-19; second half of Secrets of the House of M | 2006年2月 | 978-0785119418 |
| House of M: Spider-Man                      | Spider-Man: House of M #1-5                                           | 2006年3月 | 978-0785117537 |
| House of M: World of M, Featuring Wolverine | Wolverine #33-35; Captain America #10; Black Panther #7; Pulse #10    | 2006年3月 | 978-0785119227 |
| House of M: Avengers                        | House of M: Avengers #1-5                                             | 2008年7月 | 978-0785127505 |
| House of M: Civil War                       | Civil War: House of M #1-5                                            | 2009年5月 | 978-0785133803 |
| House of M: Masters of Evil                 | House of M: Masters of Evil #1-5                                      | 2010年2月 | 978-0785141662 |

### ハードカバー
| タイトル                                                 | 収録作品 | 発行日     | ISBN           |
| -------------------------------------------------------- | --- | ---------- | -------------- |
| House of M, Vol 1                                        | House of M #1-8; The Pulse: House of M Special | 2008年1月  | 978-0785124665 |
| House of M, Vol 2: Spider-Man, Fantastic Four, and X-Men | Spider-Man: House of M #1-5; New Thunderbolts #11; Fantastic Four: House of M #1-3; Black Panther #7; Uncanny X-Men #462-465                      | 2009年12月 | 978-0785138815 |
| House of M, Vol 3: Wolverine, Iron Man, and Hulk         | Wolverine #33-35; Iron Man: House of M #1-3; Incredible Hulk #83-87; Hulk: Broken Worlds #1; Captain America #10; Pulse #10; Cable & Deadpool #17 | 2010年2月  | 978-0785138822 |
| House of M, Vol 4: No More Mutants                       | Mutopia X #1-5; New X-Men #16-19; Exiles #69-71; House of M: The Day After; Giant-Size Ms. Marvel #1                                              | 2010年1月  | 978-0785138839 |

### 日本語版
ヴィレッジブックスより発売されている。
| タイトル                             | 収録作品                                       | 訳者                | 発行日     | ISBN           |
| ------------------------------------ | ---------------------------------------------- | ------------------- | ---------- | -------------- |
| X-MEN/アベンジャーズ ハウス・オブ・M | House of M #1-8; The Pulse: House of M Special | 石川裕人 御代しおり | 2010年10月 | 978-4863322837 |

## スペイン王室とのトラブル
2005年に発売の『The Pulse: House of M Special』の表紙として当初発表されたイラスト（Mike Mayhew作画）は、スペイン王室が著作権を所有するスペイン国王フアン・カルロス1世の写真を模写してマグニートーに書き換えたものであったため、スペイン王室の法務担当者よりマーベルに抗議が入り、実際の表紙は白いスーツを着たマグニートーに差し替えられた。
ただし、スペイン国王に酷似したマグニートーの礼服自体は『ハウス・オブ・M』本編でそのまま使用されており、2011年にカプコンより発売となったゲーム『ULTIMATE MARVEL VS. CAPCOM 3』ではマグニートーのアレンジコスチュームとしてスペイン国王風衣装がダウンロード販売されると発表。しかし、スペインのマスコミによって自国国王に酷似した衣装のゲーム内で使用されることが報道され問題化したため、マグニートーのアレンジコスチュームの販売は中止となった。